# Place de la Constitution (Almería)
Pour les articles homonymes, voir Place de la Constitution.
La place de la Constitution, aussi connue sous le nom de plaza Vieja, est une place située dans le centre historique de la ville espagnole d'Almería (Andalousie). À l'époque musulmane se trouvait dans ce lieu le souk. La place, centrale, héberge la Mairie de la ville, ainsi que le Monument aux Martyrs de la Liberté, tous deux construits au XIXe siècle.

## Monuments et musées

### Casa Consistorial

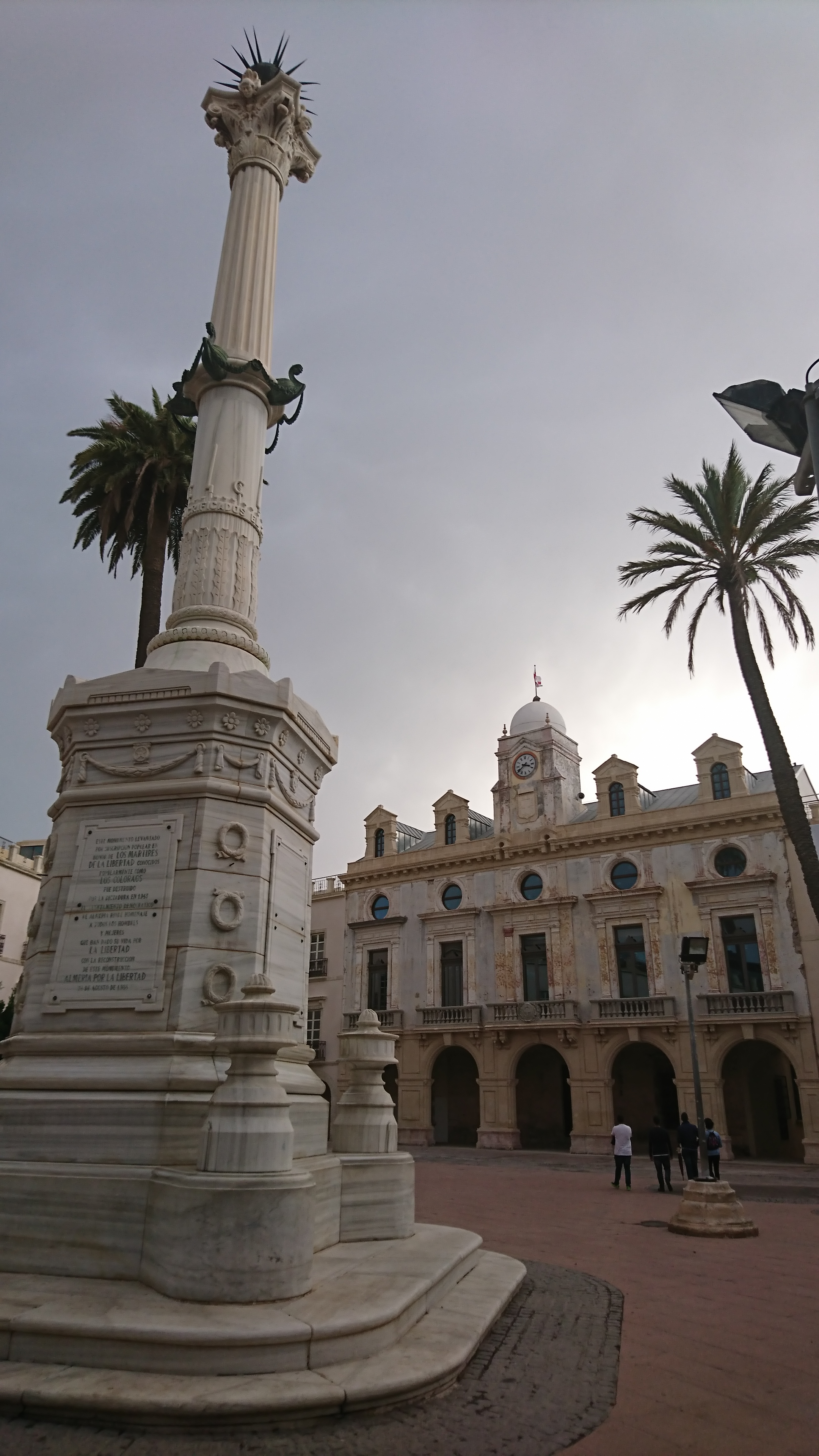
Vue de la Mairie d'Almería et du Monument aux Martyrs de la Liberté.

Le bâtiment, siège de la mairie, a été construit à la fin du XIXe siècle par Trinidad Cuartara Cassinello.

### Monument aux Martyrs de la Liberté
Ce monument commémore le « Pronunciamiento d'Almería ou des Coloraos » en août 1824. C'est un hommage aux libéraux arrivés sur les côtes d'Almería et se sont prononcés contre l'absolutisme de Ferdinand VII et en faveur de la Constitution de 1812, et qui ont été fusillés par le roi le 24 août de cette même année.
Le monument original a été bâti entre 1868 et 1870 et il était situé place Puerta de Purchena. En 1900 il a été déplacé sur la place de la Constitution jusqu'à ce qu'il soit renversé sur ordre de la mairie franquiste en 1943. L'actuel a été reconstruit en 1988 grâce à une pétition populaire. Il s'agit d'une grande colonne de marbre blanc surmontée d'un chapiteau corinthien et une sphère qui symbolise le soleil.

### Centre d'interprétation patrimoniale d'Almería
On trouve aussi depuis 2014 le Centre d'Interprétation Patrimoniale d'Almería, qui a ouvert au public le 23 novembre 2014. Ce musée est consacré à l'histoire locale, en soulignant le passé de la ville depuis l'époque musulmane jusqu'à nos jours. Il abrite une terrasse-balcon avec vues vers la place et l'Alcazaba.